# Domus Eirene
Domus Eirene (latinsko za Hiša Eirene; bolgarsko Резиденция Ейрене) je starorimska peristilna hiša (domus) z razkošnimi mozaičnimi tlemi v Filipopolisu (sodobni Plovdiv), zgrajena sredi 3. stoletja našega štetja v glavnem mestu province Trakije. Ime je dobila po podobi grške boginje Eirene (lit. 'Mir'), upodobljene v osrednjem mozaiku.
Verjetno je bila zgrajena po uničujočem obleganju Filipopolisa s strani Gotov leta 250, med krizo v 3. stoletju v Rimskem cesarstvu. Razkopana površina stanovanjskega kompleksa je 668 m², od tega je 160 m² pisanih mozaikov. Ostanki rezidence so v arheološkem podhodu Bulevarja carja Borisa III., v katerem je tudi tlakovana rimska ulica.

## Rezidenca in mozaiki
Peristilna hiša je bila verjetno zgrajena sredi 3. stoletja našega štetja po uničenju, ki ga je Filipopol prinesel invazija Gotov leta 251 našega štetja. Stavba zavzema celotno insulo (mestni blok, obdan s štirimi ulicami) in je bila zgrajena na ruševinah več starejših hiš, ki so bile uničene med invazijo Gotov. Hiša je bila po vdoru Atilovih Hunov v letih 441–442 močno poškodovana, kasneje pa so jo popravili in razširili. Med 4. in 5. stoletjem so bila tla okrašena s pisanimi in razkošnimi mozaiki geometrijskih likov, simbolov neskončnih vozlov, rož in pozdravnih napisov obiskovalcem. Hiša je bila zapuščena konec 6. stoletja, tako kot druge pomembne stavbe na tem območju, kot je škofovska bazilika v Filipopolusu.
Bivalni prostori so bili v vzhodnem delu in so obdajali peristil (odprto dvorišče znotraj hiše, obdano s stebri), servisni prostori pa so bili umeščeni v južni del. V ločenem delu stavbe, ki je imel neposreden dostop na bližnjo ulico, je bilo bivališče služabnikov. Najlepši mozaik je bil postavljen v središče glavnega bivalnega prostora; mojstrsko izdelan portret grške boginje Eirene v opus vermiculatum z manjšimi teserami.
Osmerokotno marmornato korito, ki se nahaja v središču tal, je služilo kot vodnjak.
V kasnejšem obdobju je bila ob glavnem vhodnem prostoru zgrajena apsida.

## Izkopavanje in restavriranje
Hiša in starodavna ulica ob njej sta bili odkriti v letih 1983–1984 med gradnjo podvoza na Bulevaru carja Borisa III v Plovdivu. Kmalu zatem je bila stavba uvrščena med kulturne vrednote državnega pomena. Ostanki hiše in mozaični tlaki so bili obnovljeni in odprti za javnost leta 2003 kot del kulturnega kompleksa TrakArt.

## Galerija
Nadaljnje slike mozaikov vile so naslednje.